# Claire Anderson (actriz)
Claire Mathis Anderson (8 de mayo de 1891 -23 de marzo de 1964), nacida en Detroit, fue una actriz de cine mudo estadounidense que trabajó con estrellas de cine como Constance Talmadge, Harry Carey, Thurston Hall, Tom Mix y Gloria Swanson. Fue descrita como una de las originales Sennett Bathing Beauties.
Antes de convertirse en actriz, Anderson trabajó como telefonista en los grandes almacenes Hudson's de Detroit.
Anderson se convirtió en la primera doble documentada utilizada en el cine en 1914 cuando sustituyó a Blanche Sweet en algunas escenas de The Escape mientras Sweet tenía escarlatina. También se ofreció para sustituir a una protagonista de una comedia de Sennett que se negaba a entrar en la jaula de un león. Después de que Anderson entrara en la jaula, recibió un contrato por $675 a la semana.
Anderson también apareció en la producción de 1944 de Mexican Hayride en el Winter Garden Theatre de Nueva York.
Estaba casada con Harry H. Anderson, un "rico agente de automóviles de Hollywood".

## Filmografía seleccionada
- The Story of a Story - 1915
- A Clever Dummy - 1917
- The Hidden Spring (1917)
- The Fly God - 1918
- Who Cares? (1919)
- The Spitfire of Seville (1919)
- Rider of the Law - 1919
- The Fatal Sign - 1920
- The Girl in Number 29 - 1920
- The Palace of Darkened Windows (1920)
- The Path She Chose (1920)
- The Servant in the House - 1921
- When We Were 21 (1921)
- Who Am I? (1921)
- The Yellow Stain - 1922
- The Clean Up (1923)
- The Meddler (1925)
- Unseen Enemies (1926)